# 神定まお
神定 まお（かんじょう まお、1992年8月8日 - ）は、日本のタレント、女優。
ホリプロに所属していた。元HOP CLUBのメンバー。

## 人物
- 趣味：話をすること、料理、テニス。
- 特技：笑うこと、空手、猫のケンカの物真似。

## 来歴
2010年
- HOP CLUBに加入。
- 上海国際博覧会の公式行事である『コ・フェスタin上海』の「カワイイ天使」日本代表5名のうちの1人になる。

2011年
- 森田涼花とともにコミック『カナデのソラ』のイメージキャラクターになる。
- 5月、ミスマガジン2011でベスト15にノミネートされるも受賞はならなかった。

2012年
- HOP CLUB解散。
- 上京する。

2014年
- 3月、芸能活動を休止、その時点で所属事務所も退社したともみられる[1]。

## 出演
- 朝生ワイド す・またん!（読売テレビ）リポーター
- あほやねん!すきやねん!（2011年2月10日、6月23日、NHK大阪）
- 今ちゃんの「実は…」（2011年2月24日、3月23日、6月1日、朝日放送）
- キャラもん（2011年8月9日、読売テレビ）
- お笑いワイドショー マルコポロリ!（2011年8月21日、関西テレビ）
- 〈ヨルパチーノ〉カキューン!!よゐドル〜真剣アイドル、これが私の生きる道〜（2012年1月26日、関西テレビ）
- 美少女ヌードル（2012年8月13日、テレビ朝日）
- 伝説の引退スペシャル（2012年10月8日、TBS） - 千葉すず 役
- ゲイジツ野郎（2012年10月8日、フジテレビ）
- カスペ!・志村けんのだいじょうぶだぁSP（2013年2月26日、フジテレビ）
- 金曜ロードSHOW!・チープ・フライト（2013年3月1日、日本テレビ）
- 大!天才てれびくん（2013年4月、Eテレ）
- ふわふわトーク こんな感じでどうですか?（2013年4月19日、フジテレビ）
- ツボ娘（2013年5月22日、TBS）
- あまちゃん 第13週（2013年上半期、NHK） - 少女 役
- アノ人たちの作り方 〜なぜこうなった!?ファクトリー〜（2013年11月7日 - フジテレビ）

### 映画
- 「僕は友達が少ない」（2014年2月1日） - 志熊理科 役
- 「こっくりさん 劇場版 -新都市伝説-」（2014年2月8日） - ユナ 役

### ラジオ
- 「ありがとう浜村淳です」（2012年1月17日、MBSラジオ）近所に集まる放し飼い（野良）ネコのケンカの物まね（あまりうまくない）を披露

### CM
- 姫路獨協大学（2010年-）
- 「フリーステップ・代ゼミサテライン」イメージモデル（2010年 - ）
- シェラトン都ホテル大阪「Wedding Fair」篇（2010年）
- スズキ自販近畿（2012年）
- ブリヂストン・タイヤ館（2013年）

### 舞台
- 「ピイチクパアチク」（2011年1月22,23日、一心寺シアター倶楽）
- 「ハイヤーズ・ハイ」（2011年10月7日 - 10日、in→dependent theatre、13日 - 17日、ポケットスクエア 劇場HOPE）
- HOPCLUB舞台「ジョージ」（2012年1月20日 - 22日、ロクソドンタブラック、2月10日 - 12日、タイニイアリス）
- 「コミックス★ＧＯＧＯ」（2012年8月17日 - 26日、俳優座劇場）
- 「ゴジラ」（2013年1月23日 - 27日、 SPACE107、2月8日 - 11日、大阪市立芸術創造館）

### DVD
- 「かんじょうのままに」（2013年5月24日、竹書房）